# Isonomía

Diagrama que representa el sistema político de la Antigua Atenas, según la descripción de Aristóteles en su obra la Constitución de los atenienses.

La isonomía (griego ἰσονομία «igualdad ante la ley» con la idea de reparto) del griego ἴσος isos, "igual" y νόμος nomos, "uso, costumbre, ley" es considerada fundamental en la aparición de la futura democracia ateniense.
La isonomía es el concepto de igualdad de derechos civiles y políticos de los ciudadanos. Es la consigna política que expresaba de la forma más sucinta el carácter propio de la democracia, opuesto al ejercicio ilimitado del poder por parte del tirano. Y era el término en uso para designar un régimen democrático antes de que el concepto de democracia se generalizara.
Es utilizada por la historiografía griega antigua, como por ejemplo Heródoto, como término intercambiable con el de democracia. Es la obra esencial de Clístenes, que la puso en práctica en sus reformas constitucionales de 508 y 507 a. C. Dichas reformas constituyen un eslabón entre la Época Arcaica y la época clásica. A Clístenes se le considera el último legislador arcaico en la tradición de Solón y de Dracón y como el primer legislador de la época clásica. Sus reformas fueron llevadas más allá de Solón para acabar con la tiranía y en consecuencia disminuir el prestigio y poder de los Eupátridas.

## Igualdad ateniense
Aunque Heródoto usa la palabra δημοκρατια (democracia) se refiere a la isonomía (igualdad) para hablar del sistema de gobierno que conocemos con el nombre de democracia:

Ótanes solicitaba en los siguientes términos que la dirección del Estado se pusiera en manos de todos los persas conjuntamente: Soy partidario de que un solo hombre no llegue a contar en lo sucesivo con un poder absoluto sobre nosotros, ... no es correcto. De hecho, ¿cómo podría la monarquía ser algo acertado cuando sin tener que rendir cuentas le está permitido hacer lo que quiere?

Continúa diciendo:

En cambio, el gobierno del pueblo tiene, de entrada, el nombre más hermoso del mundo: isonomía, y no incurre en ninguno de los desafueros que comete el monarca: las magistraturas se desempeñan por sorteo, cada uno rinde cuentas de su cargo y todas las deliberaciones se someten a la comunidad.

Según, pues, Heródoto, la isonomía/democracia requiere:
1. Magistrados elegidos por sorteo.
2. Los magistrados han de rendir cuenta de sus acciones al término de su mandato ante el démos (pueblo).
3. Los ciudadanos corrientes dirigen las discusiones en pública asamblea.

En opinión de K. Bringmann, las referencias a estas tres características propias de la democracia ateniense impiden fechar esta cita con anterioridad a la reforma constitucional de 487-486 a. C.
Y la igualdad está en el corazón de su visión de la democracia porque los griegos consideraban que la selección por sorteo era más democrática que la elección, aunque los oligarcas pudieran comprar las elecciones, la adjudicación garantizaba la absoluta equidad.
Aristóteles reconoce que la democracia y la isonomía están vinculadas: «La democracia surgió de la idea de que los que son iguales en cualquier sentido son absolutamente iguales. Todos son igual de libres, por lo tanto, reivindican que todos son absolutamente libres... Lo siguiente es cuando los demócratas, sobre la base de que todos son iguales, reivindican la igualdad de participación en todo.» Aristóteles consideraba a la isonomía un ingrediente esencial de la civilización procurando promover la felicidad individual y social.
Aunque a menudo traducida como «igualdad ante la ley», Mogens Herman Hansen afirma que isonomía e igualdad ante la ley son conceptos diferentes. Además de isonomía, los atenienses utilizaban varios términos para igualdad, todos compuestos con el prefijo iso-: isegoria, (igualdad de derechos para pronunciar un discurso en las asambleas políticas), isopsephos polis (un hombre un voto) e isokratia. (igualdad de poder).
El historiador francés, Édouard Will afirma que isonomía no significa «igualdad ante la ley», sino más bien «igual repartición», «igual distribución» (de némein, distribuir).

### Las nuevas ideas

#### El imposible retorno a la oligarquía
El año 510 a. C. fue el final de la tiranía. Hipias, el último tirano de Atenas fue expulsado por un grupo de aristócratas en el exilio dirigidos por los Alcmeónidas, con la ayuda de los espartanos. Entre esos aristócratas se hallaba Clístenes. Se intentó, en primer lugar, el regreso a la oligarquía que resultó de las luchas por el poder. Se produjo la formación de facciones. Por un lado, estaba Iságoras, un aristócrata más bien reaccionario, y por el otro, Clístenes, político progresista.
Clístenes era el nieto de un tirano, Clístenes de Sición (h. 600-570 a. C.) quien encabezó una reforma de las tribus bastante oscura. Clístenes era ateniense, su padre pertenecía a la familia de los Alcmeónidas. Antes de Clístenes, varios miembros de este genos (clan) habían desempeñado un papel político.
Inicialmente, Iságoras prevaleció en la política por ser arconte de 508-507 a. C., pero no se pudo imponer. Iságoras despertó un «antiguo demonio» de Atenas, el juicio de los Alcmeónidas. En 636/632 a. C, Cilón intentó instaurar la tiranía. Los rebeldes se refugiaron en la Acrópolis, pero fueron asediados por los arcontes. Cuando descendieron de la Acrópolis fueron asesinados, siendo el principal responsable Megacles I, el abuelo paterno de Clístenes. Entonces, Iságoras llamó a los espartanos, quienes expulsaron a 700 familias de Atenas. A continuación, intentó disolver el Consejo, el cual se resistió. El diarca espartano Cleómenes I y sus partidarios ocuparon la Acrópolis y llamó a Clístenes y a las familias expulsadas. En aquel momento, el reformador ateniense aún no era magistrado, sólo un nomoteta.

#### La soberanía popular
Se asistió al progreso de la soberanía popular que se desarrolló a través de la tiranía, donde la igualdad y la participación eran imposibles. Heródoto nos habla de un nuevo poder, la isêgoria (ἰσηγορία), la igualdad de derecho a la palabra (libertad de expresión, para los aristócratas y los no aristócratas, para los ricos y los pobres) en la Ekklêsia. La politeia (πολιτεία) fue puesta en manos del pueblo por Clístenes. El reformador reestructuró el cuerpo cívico de esta soberanía que quería prolongar a largo plazo. Partió de la idea de instaurar un régimen más igualitario, la isonomía, la igualdad de derechos (de ἴσος isos «igual» y νομοσ nomos «derecho»). Pero esto no es democracia. Hacía falta neutralizar el poder aristocrático que se manifestaba principalmente en el Areópago, y que presentaba un obstáculo a la participación de todos.
En el Ática de Clístenes la isonomía no es esa igualdad absoluta que implicaría una perfecta democracia y hacia la que el régimen ateniense tenderá después a aproximarse pero como si se tratara de una asíntota, sin alcanzarla nunca por completo ni de hecho ni de derecho. La igualdad plena únicamente se realizó en la Ekklesía, en la Boulé de los Quinientos y en la Heliea. Por lo que respecta a las magistraturas, el derecho a ejercerlas estaba subordinado a la pertenencia a las dos primeras clases censitarias. La igualdad no era proporcional (igualdad de derechos a igualdad de rentas, pues dichas clases (pentacosiomedimnos e hippeis) estaban aún formadas por la aristocracia hereditaria, y aunque ésta había sido despojada legalmente de su soberanía mantenía una posición sólida gracias a unos cargos que eran electivos. Incluso la reforma clisteniana les brindaba la oportunidad de dotarse de una «virginidad cívica». «Al establecer el principio de la soberanía del demos, al privar a las magistraturas de su antiguo poder político... al oponer la institución de un Consejo democrático nacido de la totalidad del pueblo al consejo del Areópago, que de iure estaba compuesto únicamente por las dos clases censitarias citadas, y de facto, por una sola clase social, al abrir la puerta a la posibilidad de una evolución democrática ulterior (suponiendo que ésta se pudiera prever), la reforma de Clístenes corría el peligro de una reacción aristocrática o el de un intento de restauración de la tiranía. «... Solón asestó los primeros golpes mortales a las prerrogativas de la aristocracia tanto cuando reemplazó el criterio cualitativo (el nacimiento) por el cuantitativo (la renta) en la definición de los derechos políticos, como cuando concedió al pueblo ese primer embrión de soberanía que era la jurisdicción civil»

#### La necesidad de un consejo representativo
El Areópago era un consejo vitalicio de antiguos arcontes, un «feudo» aristocrático. Preparaba las decisiones que se sometían a la Asamblea y aseguraba la permanencia del Estado. El Consejo de los Cuatrocientos, establecido por Solón, no llegó a contrabalancear su poder. La transferencia de poderes del Areópago a la Ekklesía era imposible y además no deseada: la Asamblea no podía reunirse casi permanentemente. Era necesaria una cámara de reflexión restringida y con perspectiva, y otro Consejo con una composición incontestable, una legitimidad popular total.
Debía basarse en subdivisiones, sobre la base de las tribus étnicas. En Atenas, había cuatro tribus ancestrales en las que el poder aristocrático era considerable. Clístenes creó nuevas tribus sobre la base de los derechos territoriales porque la influencia de los aristócratas era muy fuerte a través de los cultos locales. Clístenes las redistribuyó totalmente para tratar de romper el núcleo aristocrático.

### Las nuevas tribus

#### Demos,trittyes,phylai

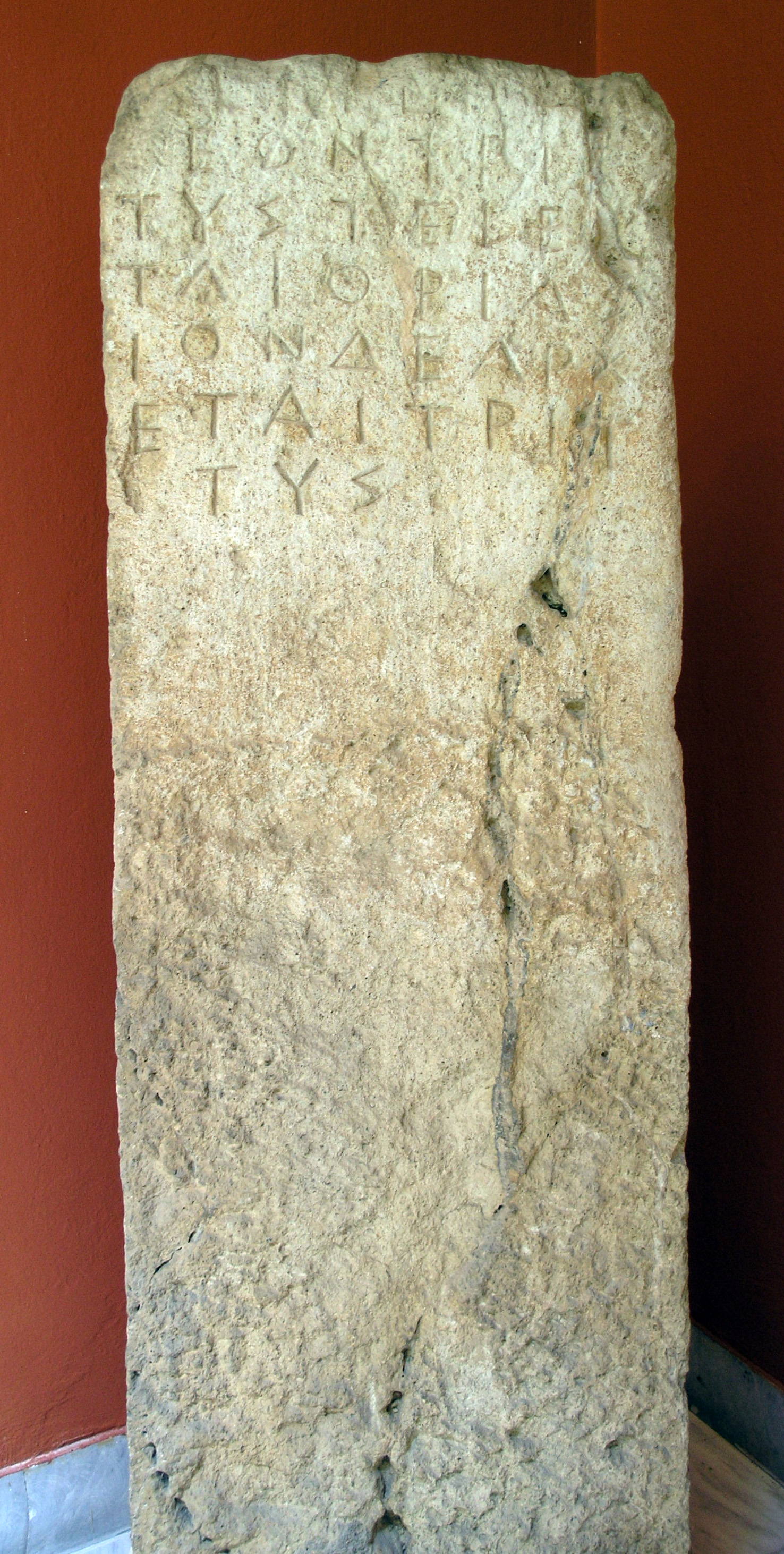
Mojón de tritias hallado en El Pireo. Mediados del siglo V a. C.

Se podría traducir demos por cantones, tritías por distritos y phylai por tribu. Clístenes dio un importante papel político y militar a las diez tribus nuevas, aunque las cuatro anteriores siguieron existiendo. El Ática estaba dividida en tres grandes zonas: asty (la ciudad); paralia (la costa); mesogea, (el interior). Se realizó entonces una mezcla de la población con un número más o menos equivalente en las tres áreas. Se constituyeron las tribus con un tercio de cada zona, las tritías, haciendo treinta distritos del total, diez en cada zona. Para constituir las tritías se basó en los demos que ya existían (aldeas). En total, había un centenar de demos (139 en el siglo IV a. C.) En cada tritía, el número de demos era variable. La fuente principal para este repartimiento es la Constitución de los atenienses de Aristóteles. Se asistió entonces al segundo sinecismo ateniense, que en esta ocasión tuvo dimensiones políticas.

#### La importancia del demo
Los demos eran, en cualquier caso, los «ladrillos» de la construcción clisteniana. Se desarrolló la vida local para librarse de manera más efectiva de las influencias aristocráticas. Clístenes fomentó un sentido de implicación a nivel del demo para una iniciación en las instituciones. El demo era una ciudad en miniatura y podía servir de escuela a los ciudadanos.
Había una asamblea local (ágora), un jefe del demo, el demarco (demarchos). Cada demo con sus propios cultos. Clístenes creó un contenido cultual un tanto artificial: cada tribu tenía su héroe epónimo, lo que es algo artificial, porque las tribus eran discontinuas. Ese culto se rendía en el ágora. Sin embargo no había en ellas una profundidad cultual. Desde la perspectiva clisteniana el culto era un medio para dar una realidad particular a los demos.
Primero, se elegía a los candidatos, a continuación, se llevaba a cabo un sorteo a nivel de demo, lo que era una novedad radical. Sin embargo, hay que subrayar que los cambios fueron suaves.

#### El mantenimiento de las antiguas estructuras
Clístenes tenía una habilidad excepcional. Dejó existir a las viejas estructuras (sagradas, ancestrales), pero les privó de todo su peso político. Las cuatro tribus antiguas devinieron en estructuras culturales y las fratrías no tuvieron más que un papel sociopolítico limitado. En lo que concierne a los clanes aristocráticos, fue necesario que sus miembros se adaptaran individualmente a las nuevas instituciones. El culto de las nuevas tribus era una vitrina de la realidad política.

### Un nuevo Estado

#### La Boulé de los Quinientos y las pritanías buléuticas
La decisión de la creación de este consejo fue tomada en 508/507 a. C., pero no fue aplicada enseguida. Cada tribu proporcionaba 50 miembros a la Boulé. Para ser miembro había que contar con más de 30 años de edad. En lo concerniente al procedimiento, primero había una elección a nivel de demo y después se procedía al sorteo. Los bouleutas se reunían en el ágora, en el Buleuterio, pero no se podían reunir asiduamente. Se instauró para ello una oficina permanente, el sistema de las pritanías bouléuticas. Cada grupo de cincuenta miembros ejercían su función permanentemente durante una décima parte del año. Cada año se sorteaba el orden de permanencia. A la cabeza de las pritanías estaba un epístata, que cambiaba cada 24 horas. Las prerrogativas de las pritanías eran múltiples:
- preparación de las reuniones de la Boulé;
- preparación de las reuniones de la Asamblea  (función llamada probuleútica);
- gestión de los asuntos corrientes;
- ayuda y vigilancia de los magistrados.

Bastante rápido, esta pritanía reemplazó a los jueces e incluso a los arcontes, sobre todo a partir de 487/486 a. C. por la modificación fundamental de la elección de los arcontes. Se procedía a un sorteo: de los 500 ciudadanos designados a nivel de demo y que pertenecían a las dos primeras clases censitarias, se sorteaba a diez personas, lo que condujo a una pérdida considerable del prestigio de los arcontes. Desde entonces, el epístata de los pritanos presidía la Asamblea.
Las oficinas públicas eran un contingente de ciudadanos representativos del pueblo en la cima del Estado. Para este poder colegial, se eliminó todo riesgo de poder personal,. La permanencia de 1/10 parte del año proporcionaba una garantía suplementaria.

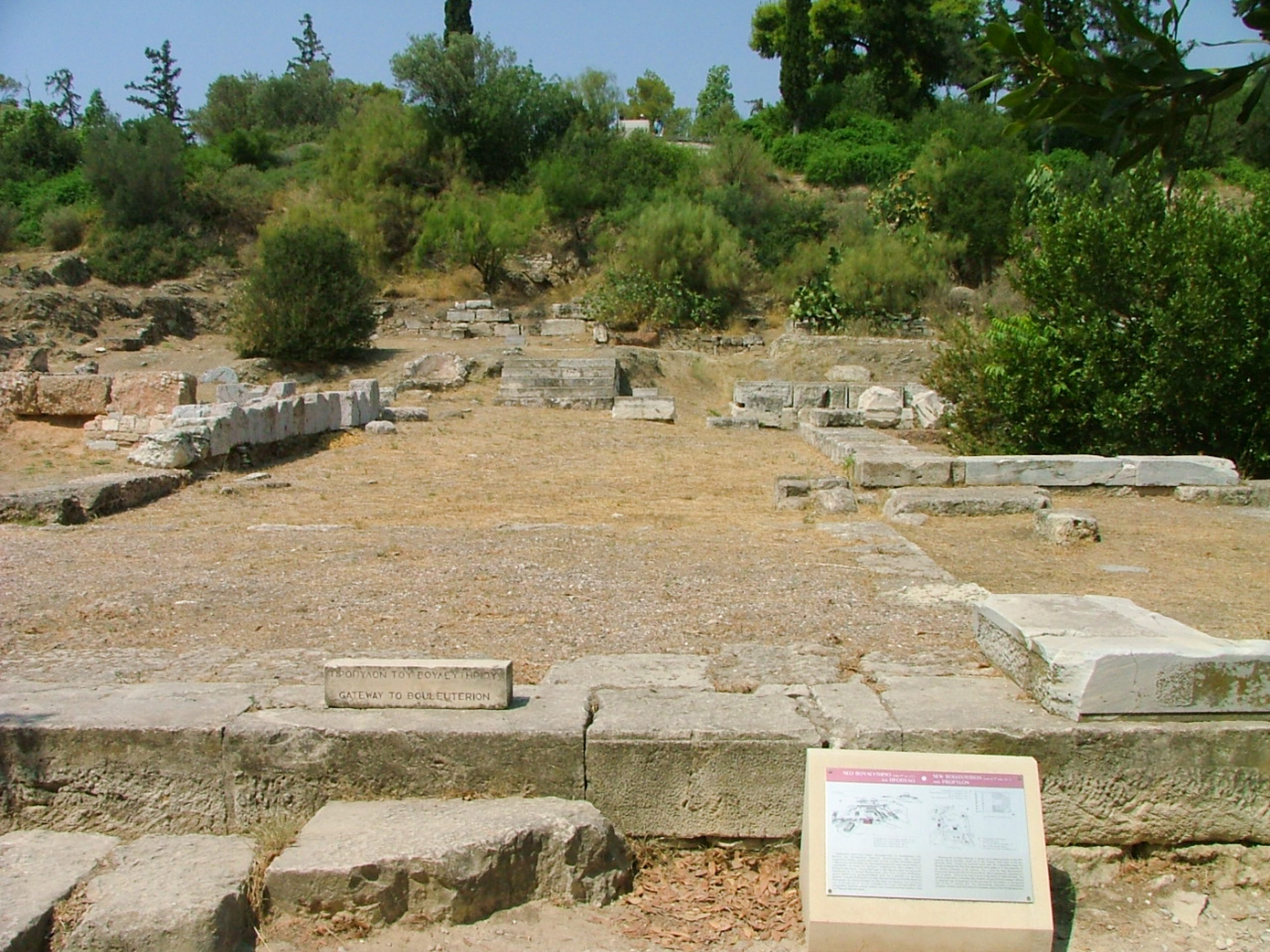
Bouleterión.

### Medidas aplicadas a partir de 508/507a.C.

#### Los estrategos
Los primeros estrategos aparecieron siete años antes de las reformas. La estrategia no era una magistratura nueva. Antes de Clístenes había cuatro estrategos, cuyo modo de designación se desconoce. Cada estratego mandaba el regimiento de su tribu. El aumento de 4 a 10 estrategos se atribuye a Clístenes. Eran designados por elección (uno por tribu). Cada uno de ellos tenía autoridad sobre el ejército ateniense: los diez dirigían colegiadamente el ejército. Para acceder a esta magistratura existía una barrera: el dinero. Había que ser miembro de la primera clase censataria. Esta magistratura era netamente más estrecha que el arcontado (primera y segunda clases censatarias). El mandato duraba un año, pero un ciudadano podía ser elegido varias veces (Pericles fue estratego desde 483 hasta 460 a. C.) La elección directa tanto como la renovación ilimitada hizo que esta magistratura fuese la más importante de la ciudad, fortalecida por los problemas exteriores. Los arcontes seguían siendo elegidos por sorteo. Los estrategos estuvieron subordinados al arconte polemarco hasta la Batalla de Maratón, pero a partir de 487-486 a. C. ya no tuvieron ningún jefe.

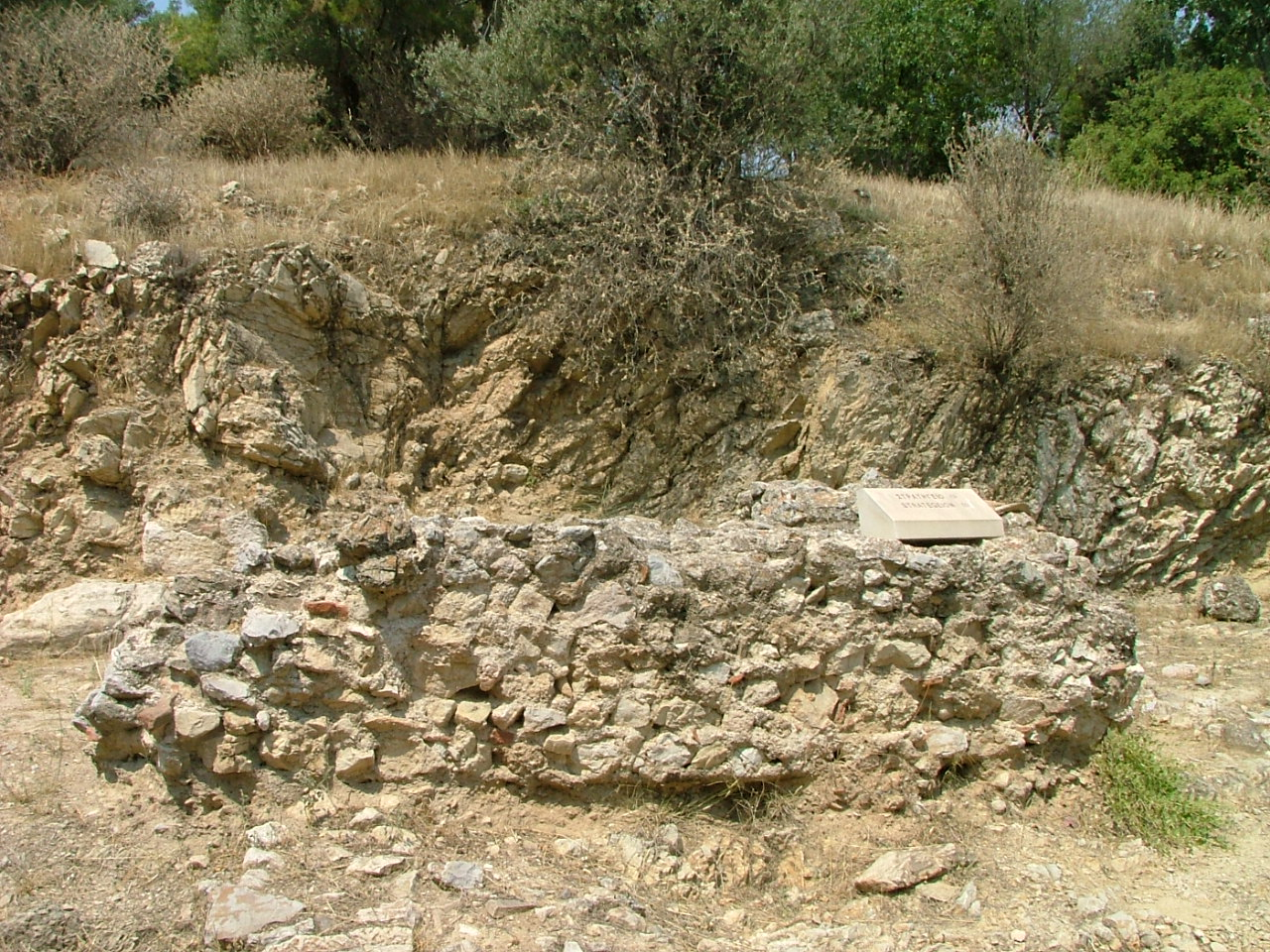
Ruinas del Estrategeion, edificio donde se reunían. (Ágora de Atenas).

#### El sistema decimal
Había diez tribus y las pritanías se reunían durante una décima parte del año. Este sistema era incómodo porque el año era de doce meses y el número de pritanías no correspondía con el de los meses, doce. Clístenes no era partidario de elevar el número a doce tribus. Así que no siguió el calendario porque era antiguo, aristocrático, bajo control del arconte rey. Sin embargo no se podía suprimir porque era venerable porque regía el ritmo de la vida cotidiana (fiestas religiosas, etc.). Clístenes simplemente añadió su nuevo calendario. Se tuvo, pues, un calendario ritual y otro político que marcaba el ritmo de los asuntos públicos. Se celebraba una reunión de la Asamblea por pritanía. Este número tuvo tendencia a aumentar: en la época de Aristóteles, podía haber unas 40 reuniones al año. Clístenes creó entonces un nuevo espacio legal y un nuevo tiempo legal. La elección del sistema decimal se explica, por una parte, por el rechazo al sistema duodecimal aristocrático, incluso si se le dejaba existir. Por otra parte, se constata la influencia de los pitagóricos para los que el 10 era un número perfecto. El sistema se generalizó en la mayoría de las instituciones. Se pasó de 9 a 10 arcontes con la adición de un secretario llamado grammateus, que no tenía la misma jerarquía que los otros, era el secretario de los tesmótetas. En cuanto al ámbito militar, el ejército se constituyó sobre la base de las 10 nuevas tribus. Atenas dispuso de 10 regimientos (taxeis), capitaneados por un taxiarca, elegido de la tribu correspondiente. El ejército estaba comandado por 10 strategoi que fueron nombrados por vez primera en 501-500 a. C.

#### El juramento bouléutico
En 501/500 a. C. aparece la figura del juramento bouléutico. No es una disposición fundamental, pero la fecha en la cual que se pone en práctica es reveladora. Es, pues, el juramento prestado por los bouletas. Se insistía de este modo, en la protección de los intereses del demos conforme a las ideas de Clístenes. Dicho juramento no apareció antes porque el Consejo, la Boulé, aún no se había instituido.
Estas dos innovaciones estuvieron en la línea de las ideas de Clístenes, pero se tardó un cierto tiempo en aplicar las reformas. Se piensa que las tribus fueron constituidas en 502/501 a. C., puesto que la primera reunión del nuevo Consejo data de 501/500 a. C.

#### El ostracismo
El ostracismo es una invención ateniense que conocerá imitaciones posteriores en otras polis. Clístenes pretendía probablemente probarlo, pero no creía en la necesidad de aplicarlo de inmediato. La Asamblea decidía si existía un riesgo de instauración de un poder personal. Esta cuestión se planteaba al comienzo de la sexta pritanía (mitad el año ático, hacia el mes de enero. Si los asamblearios estaban de acuerdo, se votaba en la séptima u octava pritanía. Era un voto muy especial llamado ostracoforia, del griego antiguo ὄστρακον/ostrakon, «teja», y de la raíz φέρω/pherô, «aportar». Se votaba en el ágora y cada uno de los presentes depositaba en una urna su ostraca con el nombre de un personaje juzgado peligroso al que era necesario excluir de la actividad política. Era preciso un mínimo de votantes (quórum) de 6000, si no el voto no era válido. Se votaba por mayoría simple. El individuo era excluido de la ciudad durante 10 años y suspendidos sus derechos civiles. No acarreaba juicio ni condena. El ostracismo reposa sobre un sistema antiguo, la atimia, la privación del honor. No concernía más que a los hombres, no a la familia, y no se confiscaban los bienes del ostraquizado. Este podía regresar después de 10 años, pero también podría ser llamado antes de ese plazo.
La primera aplicación de este procedimientos data de 488/487 a. C. Esta medida sería recuperada por los aristócratas que se organizaban en facciones: se persuadía a su clientela política para votar en contra de un enemigo. El voto se convirtió así en un ajuste de cuentas ente ellos. Es de destacar el caso de Hipérbolo (418 o 412 a. C): los dos políticos más influyentes, Nicias y Alcibíades, se opusieron, para evitar la parálisis del poder, Hipérbolo propuso ostraquizar a uno de los dos. Pero los dos estrategos se unieron para evitarlo y fue aquel el que sufrió el ostracismo. A finales del siglo V a. C., la práctica del ostracismo fue completamente corrompida.

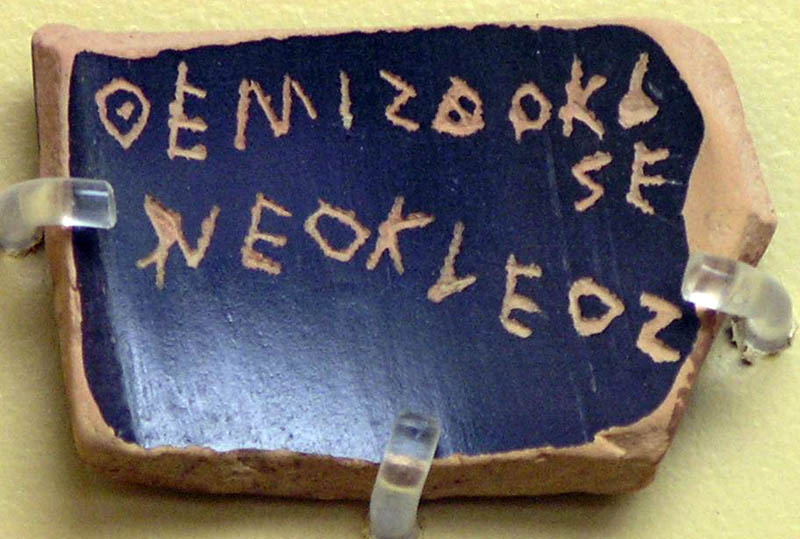
Ostrakon con el nombre de Temístocles.

## Conclusión
Se realizaron progresos y hubo una cierta continuidad. La isonomía fue la primera base de la democracia. No se produjo ninguna revolución y los aristócratas permanecieron al frente de la ciudad, acomodándose al sistema isonómico. No había poder en términos de clase social, sino a título individual. Sin embargo, para la renovación, el clientelismo de los aristócratas fue difícil de realizar. En la Boulé residía el ejercicio de la soberanía popular. No obstante, las magistraturas estaban en manos de la aristocracia. Se mantuvieron las cuatro clases censatarias. Además, el cargo no era remunerado, con lo que había que disponer de recursos personales. Un triunfo para los aristócratas y también para su cultura de la ociosidad. Además, no todo el mundo tenía por fuerza ganas de ejercer una magistratura, mientras que los nobles, por su educación, estaban condicionados a ello. Esta cultura del agôn pudo más tarde ser adquirida por la gente enriquecida, gracias a los sofistas. Los aristócratas no eran de hecho adversarios de la isonomía. Era un régimen que convenía a todo el mundo y que se reforzaba con las dificultades en el exterior.
En 506 a. C., Iságoras pretendió reinstalarse en Atenas con la ayuda de los lacedemonios y sus aliados (Heródoto habla de una conspiración oligárquica), pero Esparta y sus aliados discutieron entre ellos, porque los corintios no querían atacar Atenas, y el ejército peloponesio se retiró. Se atribuye esta victoria a la excelencia del régimen isonómico en relación con los oligárquicos que fueron los que perdieron.

## Uso posterior
Según Hayek, la isonomía tuvo un paladín en el romano Cicerón
y en el siglo XI la «redescubrieron» los estudiantes de Derecho de Bolonia, a quienes Hayek atribuye la fundación de gran parte de la tradición jurídica occidental.
El término isonomia (con esta ortografía exacta) se importó a Inglaterra a finales del siglo XVI, con el significado de «igualdad de las leyes para toda clase de personas». Poco después, el traductor de Tito Livio la empleó en la forma Isonomy (aunque no se tratase de un traducción directa del término griego latinizado isonomia) para describir un Estado con leyes iguales para todos y responsabilidad de los magistrados. Durante el siglo XVII fue sustituida gradualmente por las expresiones «igualdad ante la ley», «Estado de Derecho» y «gobierno de la ley».
La teórica política Hannah Arendt defiende que la isonomía se equiparaba con la libertad política al menos desde la época de Heródoto. La palabra designaba esencialmente un estado de no gobierno, en el que no había una distinción entre gobernantes y gobernados. Se trataba de «la igualdad de las personas que forman un conjunto de pares». La isonomía era única entre las formas de gobierno en el léxico antiguo en el sentido de que carecía de los sufijos "-arquía" y "-cracia", los cuales denotan una noción de gobierno en palabras como monarquía y democracia. Arendt prosigue argumentando que, por lo tanto, la polis griega fue concebida no como una democracia sino como una isonomía. 'Democracia' era el término usado por los adversarios de la isonomía, los cuales afirmaban que «lo que vosotros decís que es "no-gobierno" de hecho es solo otro tipo de gobierno... el gobierno del demo», o, dicho de otro modo, de la mayoría.
El teórico de la administración pública Alberto Guerreiro Ramos reservó un papel central para la isonomía en su modelo de la organización humana. Le preocupaba particularmente la distinción del ámbito de la isonomía respecto del de la economía. Siguiendo a Hannah Arendt, Guerreiro Ramos sostuvo que las personas deberían tener la oportunidad de participar con otros en situaciones que no estén afectadas por consideraciones de economización. La isonomía constituye un escenario de ese tipo; su función es «mejorar la buena vida de la totalidad».